# جیمز پایک (تیرانداز)
جیمز پایک (انگلیسی: James Pike) تیرانداز اهل بریتانیا است.
وی در مسابقات کشوری و بین‌المللی در مجموع برندهٔ ۱ مدال طلا شده‌است.